# 가이아 이론

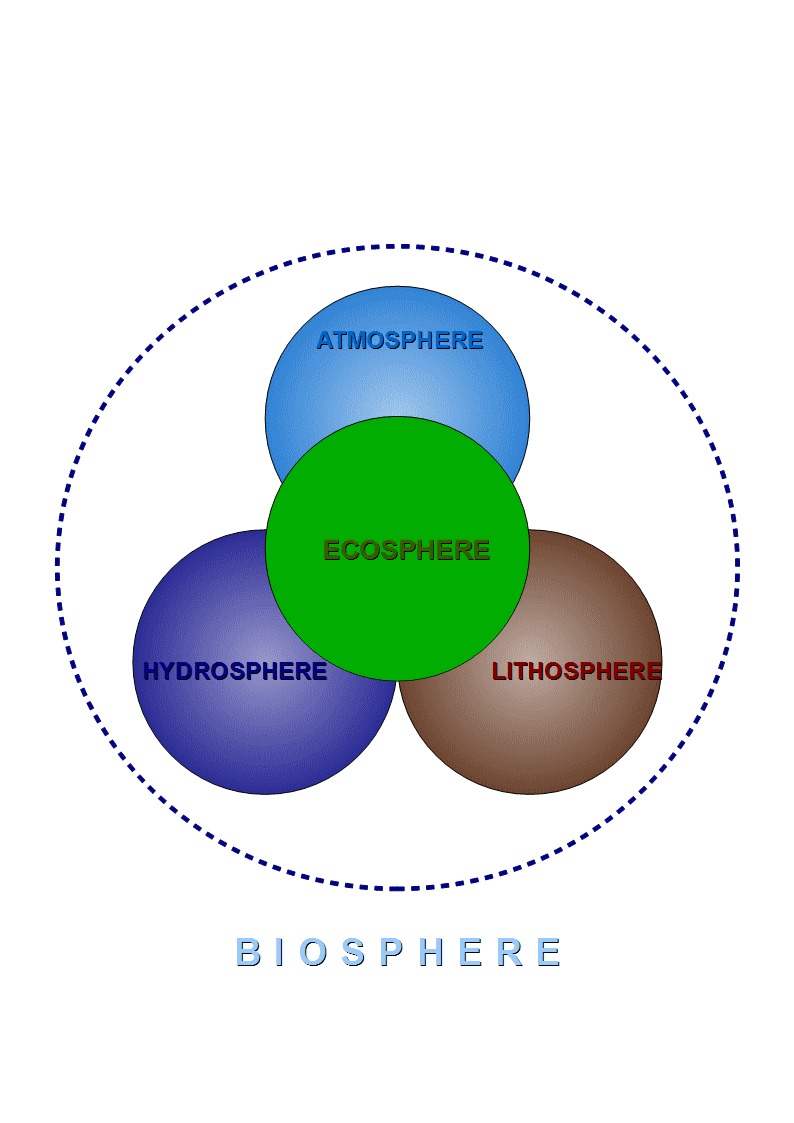
가이아 이론에 따른 생물권 개념도.

가이아 이론( - 理論, 영어: Gaia hypothesis, Gaia theory, Gaia principle)은 영국의 과학자 제임스 러브록이 주장한 가설로, 1972년의 짧은 논문 〈대기권 분석을 통해 본 가이아 연구〉에 이어 1978년 저서 《지구상의 생명을 보는 새로운 관점》을 통해 소개되었다.
가이아(Gaia)란 고대 그리스인들이 대지의 여신을 부른 이름으로서, 지구를 은유적으로 나타낸 말이다. 이것에 착안해서 러브록은 지구와 지구에 살고 있는 생물, 대기권, 대양, 토양까지를 포함하는 신성하고 지성적인 즉, 능동적이고 살아 있는 지구를 가리키는 존재로 가이아를 사용했다. 가이아 이론은 지구를 단순히 기체에 둘러싸인 암석덩이로 생명체를 지탱해주기만 하는 것이 아니라 생물과 무생물이 상호작용하면서 스스로 진화하고 변화해 나가는 하나의 생명체이자 유기체임을 강조한다.
가이아 이론은 하나의 가설에 불과하지만 지구온난화 현상과 최근의 지구환경 문제와 관련해 새롭게 주목받았으며, 환경주의와 관련해서는 끊임없이 인용되고 있다.
하지만 리처드 도킨스를 비롯한 주류 생물학계에서는 냉담하게 반응한다. 도킨스는 자연선택은 이기성과 맹목성에 이끌려서 진행된다면서 강력하게 반박했고, 《풀리는 무지개》에서 러브록과 마굴리스를 ‘나쁜 시적 과학’의 예시 중 하나로 비판했다.

## 참고 자료
- 이 문서에는 다음커뮤니케이션(현 카카오)에서 GFDL 또는 CC-SA 라이선스로 배포한 글로벌 세계대백과사전의 내용을 기초로 작성된 글이 포함되어 있습니다.

## 같이 보기
- 가이아
- 데이지월드(Daisyworld)
- 복잡계
- 상호작용
- 생명
- 생태계
- 성선택
- 시스템
- 심어스
- 온실 효과
- 자기생산
- 지구
- 초개체
- 사상
  - 가이아 철학 (Gaia philosophy)
  - 메데이아 이론 (Medea hypothesis)
  - 물활론(Hylozoism)
  - 생기론
  - 심층생태주의
  - 영적생태주의 (Spiritual ecology)
  - 전체론
  - 환경주의
    - 환경 운동
- 인물
  - 블라디미르 베르나츠키(Vladimir Vernadsky)
- 학문
  - 변두리 과학
  - 기후학
  - 생태학
  - 원형과학(protoscience)
  - 의사과학
  - 지구과학
  - 지구생리학(Geophysiology)
  - 지구시스템과학(Earth system science)
  - 행성 생물학(planetary biology)[1]
  - 사이버네틱스(cybernetics)